# فيكتوريان أديبايور
فيكتوريان أديبايور واسمه أديبايور زكاري فيكتوريان أدج (12 نوفمبر 1996 بالنيجر - ) هو لاعب كرة قدم نيجري في مركز الوسط. شارك مع منتخب النيجر لكرة القدم.

## وصلات خارجية
- فيكتوريان أديبايور على موقع قاعدة بيانات كرة القدم.إي يو (الإنجليزية)
- فيكتوريان أديبايور على موقع ناشيونال فوتبول تيمز (الإنجليزية)
- فيكتوريان أديبايور على موقع Soccerway.com (الإنجليزية)
- فيكتوريان أديبايور على موقع عالم كرة القدم.نت (الإنجليزية)